# Porogadus gracilis
Porogadus gracilis är en fiskart som först beskrevs av Günther, 1878.  Porogadus gracilis ingår i släktet Porogadus och familjen Ophidiidae. Inga underarter finns listade i Catalogue of Life.